# Zwischen zwei Kriegen
Zwischen zwei Kriegen ist ein Schwarzweißfilm von Harun Farocki aus dem Jahr 1978.

## Handlung
Ein Prolog führt zunächst ins Jahr 1917. Eine Krankenschwester fragt zwei sterbende Soldaten: „Wofür kämpft ihr, und wofür sterbt ihr?“ Sie bekommt einander widersprechende Antworten. – Die weiteren zeitlichen Stationen werden durch weiß-auf-schwarz handgeschriebene Jahreszahlen markiert: 1919 – 1923 – 1925 – 1927 – 1929 – 1932 – 1933.
Die Protagonisten des Films sind ein Hochöfner und ein Ingenieur. Sie teilen sich ein karges Zimmer und ein Bett. Kommt der eine von der Schicht, muss der andere aufstehen. – Das Interesse des Hochöfners ist auf die Frage gerichtet, welche Lehren die Arbeiter aus dem Krieg ziehen sollen. Er gehört einer kleinen kommunistischen Zelle an, und noch wenn er bei einer Prostituierten ist, spricht er von Verdun und sagt: „Wir haben gelernt, dass der Prolet keine Heimat hat“. Sie antwortet: „Wir können sprechen oder aus dem Fenster sehen. Der Preis ist immer derselbe.“ – Das Interesse des Ingenieurs gilt der ökonomischen Rationalisierung. Was für eine Energieverschwendung, so stellt er durch Befragungen befreundeter Ingenieure fest: Einerseits die Kokereien mit dem rückgeleiteten, aber unnötig starken Kokereigas zu versorgen, und andererseits das überschüssige Gichtgas der Hochöfen ungenutzt zu verbrennen. Er überzeugt den Schlotbaron von seinen Plänen eines Verbundsystems, in dem auch die Abfallprodukte eines Systemteiles an anderer Stelle des Systems Verwendung finden. – In der Wirtschaftskrise der Jahre 1929/1930 müssen sie erkennen, dass der Verbund Zechen-Kokereien-Hochöfen-Stahlproduktion profitabel nur arbeitet, wenn jedes Teil des Systems voll ausgelastet arbeitet. – 1932 stellt Hitler seine Pläne zur vollen Auslastung der Schwerindustrie vor. An einer Mauerwand der Schriftzug: „Hitler – das ist der Krieg“.
1933. Um seiner Verhaftung zu entgehen, begeht der Hochöfner Suizid.
Neben der „Spielfilm“–Handlung gibt es einige Szenen, die eigentlich anderen Filmgenres angehören:
Zum einen ist mehrere Male der Autor Farocki selbst im Bild und ergreift aus der Erzählzeit des Jahres 1977 heraus das Wort, gibt Erläuterungen zur Vor- und Entstehungsgeschichte des Films. Außerdem gibt es in der zweiten Hälfte des Films einen größeren Block, in dem mittels dokumentarischer Aufnahmen der Betriebsablauf in einer Kokerei dargestellt wird; auch hierzu hört man die erklärende Stimme des Autors.

## Inszenierung
Nicht nur die Zusammenführung verschiedener Genres (Spielfilm, Essay, Dokumentarfilm) ist außergewöhnlich. Die Weise, wie Farocki viele Elemente und Situationen der Handlung in Filmszenen gestaltet, führt dazu, dass sie nicht eigentlich „realistisch“ wirken: Zu den Worten des Autors „der Krieg ist verloren, Elsass und Lothringen sind an Frankreich gefallen“ „erscheint im Bild die Freitreppe einer Kirche, die aussieht wie ein expressionistisches Ateliergebäude“, über die Treppe bewegt sich „langsam ... traumverloren eine Frau“. Einmal erzählt der Hochöfner einen Traum von einem Vogel, der von ihm selbst gelegte Eier aufpickt und austrinkt, und dazu sieht der Filmzuschauer auf einem Schemel neben dem Bett tatsächlich einen lebendigen schwarzen Vogel und neben ihm aufgebrochene Eierschalen, aber der „Hochöfner spricht, so als wenn er den wirklichen Vogel vor seinen Augen gar nicht sähe“.
Vieles im Verhalten der einzelnen Figuren bleibt ohne Erklärung: „Der Ingenieur, der eben noch bei den Kommunisten die Unfähigkeit des Kapitals zum Fortschritt beklagt hat, schüttelt (bald darauf, im Haus des Schlotbarons) eine Olive im Martini.“ Auch die wahre Art des Verhältnisses, das den Hochöfner mit der „Frau, die Geld für Liebe nimmt“ verbindet, ist aus dem Film selbst nicht zu entnehmen, sagt der Hochöfner doch, als ihm die Frau von der 1932er Rede Hitlers berichtet: „Wir müssen uns stellen, als wären wir ein Liebespaar.“

## Hintergrund
Teile der Dialoge und auch der Kommentare des Autors bestehen aus Zitaten, deren Quellen im Film nicht explizit ausgewiesen werden. Zwei Beispiele:
- Die präzisen Empfehlungen des Schlotbarons für einen Zeitungsartikel – Thema: „die Forderung der Gegenwart“ – sind eine längere Passage aus dem Roman Union der festen Hand (1931) von Erik Reger.
- Der Kommentar des Autors zu den Dokumentaraufnahmen des Betriebsablaufs in einer Kokerei ist – mit wenigen Ergänzungen und Änderungen – weitgehend entnommen einer Reportage in Heinrich Hausers Buch Schwarzes Revier.

Die Quelle eines anderen langen wörtlichen Zitats wird im Film genannt. Bei ihrer letzten Begegnung außerhalb der Wohnung – es ist auf einer Fußgängerbrücke über einen Kanal – sagt die Hure zum Hochöfner: „Es ist mir gelungen, ein Stenogramm der Rede, die Hitler vor dem Industrieclub in Düsseldorf hielt, einzusehen.“ Dann zitiert sie die Sätze, in denen Hitler den Anwesenden seine Pläne „zur (100-prozentigen) Beschäftigung (der) gigantisch entwickelten Industrien“ erklärt. Und Hitlers Pläne sind, so stellt es der Film dar, die Antwort auf die Erkenntnis des Schlotbarons, als er sich – eine Szene zuvor – mit dem Ingenieur auf die Fahrt nach Düsseldorf begibt: „Jetzt haben wir den Verbund und damit eine Maschine, die nur laufen kann, wenn sie auf vollen Touren läuft.“

## Produktion
Mit dem zentralen ökonomischen Stoff des Films, dem Verbundsystem zwischen Kokereien und Hochofen-Anlagen, hatte sich Farocki vor Beginn der Filmdreharbeiten bereits seit mehreren Jahren beschäftigt, und so wird im Abspann als Produktionszeitraum „1971–77“ angegeben. Ausgangspunkt der Beschäftigung Farockis mit dem Stoff war seine Lektüre von Texten des marxistischen Sozialphilosophen Alfred Sohn-Rethels im Kursbuch 21 aus September 1970, die unter dem Titel Zur politischen Ökonomie Deutschlands (1932) erschienen waren.
Farocki erwähnt das Sujet bereits in seinem 1975 gemeinsam mit Ingemo Engström realisierten Film Erzählen. In der ersten Episode des Films sitzt er gemeinsam mit Hanns Zischler am Ufer eines Flusses oder Kanals. Er präsentiert seinem Freund in einer kurzen Zusammenfassung den Inhalt des Buches Stahl aus Luxemburg, in dem es um das Verbundsystem im luxemburgischen Stahlwerk ARBED geht, und daran anschließend die Erkenntnis: Solche Anlagen können profitabel nur „hochtourig“ betrieben werden, weshalb sich die deutschen Stahlkonzerne nach der Krise 1929/30 dem zuwandten, der ihnen dauerhaft hohen Absatz ihrer Produkte versprach – Hitler. Daraufhin rät ihm Zischler: „Du solltest das nicht als eine wissenschaftliche Arbeit schreiben. Du solltest das als eine Geschichte erzählen.“
Es folgte 1976 – zur selben Thematik und zum großen Teil aus Zitaten montiert – das vom WDR produzierte Hörspiel Das große Verbindungsrohr.
Die Dreharbeiten des Films fanden von Anfang September bis Anfang Oktober 1977 statt, der fertig montierte Film lag am 26. Mai 1978 vor und die Erstaufführung war am 5. November 1978 im Rahmen der Duisburger Filmwoche.

## Rezeption
„Der Essay des Berliner Filmemachers Harun Farocki über die Schwerindustrie und das Gichtgas überzeugt durch kühle Abstraktionen, durch die monomanische Besessenheit des Autors, der an Hand eines einzigen Beispiels den selbstzerstörerischen Charakter der kapitalistischen Produktion zu belegen versucht.“

„Zwischen zwei Kriegen … nimmt sich fremd aus in unserer gegenwärtigen Filmproduktion … Farocki hält an einer didaktischen Form des Films fest, wie er im Kino der studentischen Revolte von ihm und anderen rudimentär entwickelt worden war. … (Im Kino) werden jedoch bekanntlich im Augenblick nichts lieber als ‹Geschichten erzählt›, Abstraktion und Gedanklichkeit sind gründlich verpönt – wohingegen Zwischen zwei Kriegen nicht ‹Geschichten› sondern Geschichte sinnbildlich sicht- und hörbar machen will.“

## Varia
- Am 16. November 1978 druckte die Frankfurter Allgemeine Zeitung diese Meldung: „Eine unabhängige Jury, darunter Jean-Paul Sartre, Michel Foucault, Luis Buñuel und Nathalie Sarraute, hat den Film von Harun Farocki ‹Zwischen zwei Kriegen› mit dem Preis ‹Carosse d'Or› (Goldene Kutsche) ausgezeichnet. Die ‹Carosse d'Or› gilt Werken, die ‹das Geschichtsverständnis fördern und vertiefen›.“ – Allerdings: Ein Preis dieses Namens, der Prix du Carrosse d'Or, wurde erst mehr als 20 Jahre später, 2002, ins Leben gerufen. Die Auszeichnung mit diesem Preis und die wahrhaft renommierte Zusammensetzung der Jury waren Farockis eigene Erfindung, die er erfolgreich lancieren konnte.[8]

## DVD
- Film 3 auf DVD 1 in: Filme 1967 – 2005. absolut MEDIEN, 2009. ISBN 978-3-89848-969-0. (Insgesamt zwanzig Filme auf fünf DVDs.)
- DVD des Films als Beilage zu: Alfred Sohn-Rethel: Die deutsche Wirtschaftspolitik im Übergang zum Nazifaschismus – Analysen 1932—1948. Ça ira, Freiburg 2015, ISBN 978-3-86259-120-6.